# Siberia Occidentale
La Siberia Occidentale (in russo Западная Сибирь?, Zapadnaja Sibir') è la parte del territorio asiatico della Russia compreso tra i monti Urali a ovest ed il fiume Enisej a est.

## Geografia
L'area della regione è di circa 2,8 milioni di chilometri quadrati (15% del territorio della Federazione Russa). Si estende per 2 500 chilometri dal mare di Kara agli altopiani kazaki e per 1 900 chilometri dagli Urali allo Enisej. L'estremo ovest del territorio, sul lato sinistro del fiume Ob', passa attraverso le pendici orientali degli Urali polari e subpolari. Circa l'80% dell'area della Siberia Occidentale si trova compresa nel Bassopiano della Siberia occidentale che consiste in due depressioni piatte fortemente paludose, separate dagli Uvali siberiani che si elevano a 175–200 m s.l.m. Nel sud-est, la pianura è gradualmente sostituita dai contrafforti dei monti Altaj: la cresta di Salair, i Kuzneckij Alatau e la Gornaja Šorija. La Siberia occidentale è divisa in cinque zone: tundra, foresta-tundra, taiga, foresta-steppa, steppa.

## Idrografia

### Fiumi
Tutti i fiumi della Siberia occidentale appartengono al bacino del mare di Kara. Il più importante corso d'acqua è l'Ob', che è anche il fiume più lungo della Russia, con il suo affluente principale, l'Irtyš. Altri grandi fiumi, sono, tra gli altri: Čulym, Katun', Ket', Tom', Vach e Vasjugan (tutti affluenti dell'Ob'); Tobol (affluente dell'Irtyš); Nadym, Pur e Taz (tributari del mare di Kara).

### Laghi
Il più grande lago della regione è il lago Čany, nella steppa di Barabinsk, segue il lago Teleckoe, nell'Altaj.

## Clima
La temperatura media annuale va da -10 °C (regioni d'alta quota degli Urali subpolari e degli Altai) a +5 °C (valle del Turgai). Il clima ha ovunque spiccate caratteristiche di continentalità. La temperatura media di gennaio (quasi ovunque il mese più freddo) va da -15 °C (a sud) a - 40 °C (a nord), mentre la temperatura media di luglio (mese più caldo) va da +5 °C (a nord) a +20 °C (a sud).

## Riserve naturali
- Riserva naturale Verchne-Tazovskij
- Riserva naturale Gydanskij
- Riserva naturale Malaja Sos'va
- Riserva naturale Juganskij

## Risorse
Le aree industriali più sviluppate sono petrolio, gas, carbone e silvicoltura. Nella Siberia occidentale, vengono estratti oltre il 90% della produzione di petrolio e gas di tutta la Russia, circa il 30% del carbone e il 10,7% del legname. È in funzione un potente complesso di produzione di petrolio e gas. L'area delle terre che contengono petrolio e gas è di circa 2 milioni di km². L'estrazione del carbone è molto attiva nel Kuzbass (nella depressione di Kuzneck).

## Geografia politica
Nella Siberia Occidentale sono compresi i seguenti Soggetti federali della Russia. 
- Oblast' di Tjumen'
- Circondario autonomo degli Chanty-Mansi-Jugra
- la maggior parte del Circondario autonomo Jamalo-Nenec
- Oblast' di Tomsk
- Oblast' di Omsk
- Oblast' di Novosibirsk
- Oblast' di Kemerovo
- Territorio dell'Altaj
- Repubblica dell'Altaj
- Oblast' di Kurgan
- parte dell'Oblast' di Sverdlovsk
- parte dell'Oblast' di Čeljabinsk

E le seguenti Regioni del Kazakistan:
- parte della Regione di Qostanay
- Regione del Kazakistan Settentrionale (quasi interamente)
- parte della Regione di Pavlodar
- parte della Regione di Aqmola
- parte della Regione del Kazakistan Orientale

La più grande città russa della Siberia occidentale è Novosibirsk, a cui seguono Omsk, Tjumen', Barnaul, Tomsk, Kemerovo, Novokuzneck, Surgut, Nižnevartovsk, Kurgan e Bijsk.
Le maggiori città kazake della Siberia occidentale sono: Pavlodar, Öskemen, Semej, Petropavl e Qostanay.